# 100 (serial)
100 (titlu original  în limba engleză The 100, pronunțat ca "The Hundred") este un serial TV american postapocaliptic dramatic care este transmis în premieră de The CW în Statele Unite în grila de programe 2013–14. Serialul este bazat pe cartea omonimă -prima dintr-o serie scrisă de Kass Morgan- și este dezvoltat de Jason Rothenberg.
Premiera serialului a fost la 19 martie 2014, după serialul Arrow, în timp ce în Marea Britanie va fi transmis de canalul E4.

## Distribuție
- Eliza Taylor - Clarke Griffin[6]
- Henry Ian Cusick - Consilier Kane[6]
- Paige Turco - Consilieră Dr. Abigail Griffin[6]
- Kelly Hu - Callie "Cece" Cartwig[6]
- Isaiah Washington - Cancelar Jaha[6]
- Marie Avgeropoulos ca Octavia Blake[6]
- Bobby Morley ca Bellamy Blake[6]
- Thomas McDonell ca Finn Collins[6]
- Devon Bostick ca Jasper
- Eli Goree ca Wells Jaha[6]
- Luisa D'oliveira  ca Emori[9]
- Christopher Larkin ca Monty Green[6]
- Ricky Whittle ca Lincoln (rol secundar sezonul 1; principal sezoanele 2–3)

## Prezentare generală
Serialul are loc după 97 de ani de la un război nuclear devastator care a distrus mare parte a vieții de pe Pământ. Singurii supraviețuitori au fost locuitorii unor stații spațiale aflate pe orbita Pământului. Stațiile spațiale s-au unit pentru a forma o structură masivă numit Arca". Resursele sunt limitate și toate infracțiunile sunt pedepsite cu moartea. 100 de locuitori cu vârste sub 18 ani, condamnați la ceea ce ar fi fost infracțiuni relativ minore pe Pământul din urmă cu 100 de ani, sunt considerați acum "neglijabili" și sunt trimiși într-o misiune de testare a condițiilor de viață de pe Pământ, neștiind ce pericole urmează să-i întâmpine.   
| Sezon | Sezon | Episoade | Premiera TV        | Premiera TV         | Lansare pe DVD | Lansare pe DVD | Lansare pe DVD |
| Sezon | Sezon | Episoade | Premiera sezonului | Sfârșitul sezonului | Regiunea 1     | Regiunea 2     | Regiunea 4     |
| ----- | ----- | -------- | ------------------ | ------------------- | -------------- | -------------- | -------------- |
|       | 1     | 13       | 19 martie 2014     | 11 iunie 2014       | TBA            | TBA            | TBA            |
|       | 2     | 16       | 22 octombrie 2014  | 11 martie 2015      |                |                |                |

### Episoade
| Nr. | Titlu                      | Regizat de     | Scris de                                                      | Premiera TV     | Cod producție | Audiență SUA (milioane) |
| --- | -------------------------- | -------------- | ------------------------------------------------------------- | --------------- | ------------- | ----------------------- |
| 1 | „Pilot”                    | Bharat Nalluri | Jason Rothenberg                                              | 19 martie 2014  | 296843        | 2.73                    |
| Serialul are loc într-un an nedeterminat din viitorul îndepărtat, la 97 de ani după ce un război nuclear a devastat suprafața Pământului, singurii oamenii fiind cei aflați pe o flotilă de stații spațiale orbitale cunoscută sub numele de „Arca”. 100 de minori condamnați pentru diferite infracțiuni minore (dar care pot fi pedepsite cu moartea în noile condiții) sunt trimiși la suprafața Pământului pentru a testa dacă planeta a devenit locuibilă. Printre ei se află Clark Griffin, fata de 17 ani a medicului-șef și inginer al „Arcei”. Cei 100 descoperă un pământ nou cu noi minuni dar și multe pericole. Un grup de cinci tineri, printre care și Clark, face o călătorie pe uscat pentru a ajunge la un posibil loc cu alimente și provizii situat undeva în pădure în locul fostului Centru de Operațiuni de Urgență Mount Weather, Virginia, aflat în fostele State Unite, în timp ce restul celor 100 rămân la locul de aterizare pentru a sărbători că au ajuns într-o lume nouă. Între timp pe „Arcă”, conducătorul acesteia a fost împușcat, fiind înlocuit de al doilea la comandă. Noul lider nu crede în milă într-un loc în care toată încălcările legii sunt pedepsite cu moartea. |                            |                |                                                               |                 |               |                         |
| 2 | „Pământul te învață”       | Dean White     | Jason Rothenberg                                              | 26 martie 2014  | TBA           | TBA                     |
| 3 | „Pământul te ucide”        | Dean White     | Elizabeth Craft & Sarah Fain                                  | 2 aprilie 2014  |               | TBA                     |
| 4 | „Legile lui Murphy”        | P. J. Pesce    | T. J. Brady & Rasheed Newson                                  | 9 aprilie 2014  |               | TBA                     |
| 5 | „Ultima licărire la apus”  | Milan Cheylov  | Bruce Miller                                                  | 16 aprilie 2014 |               | TBA                     |
| 6 | „Iubirea de frate”         | Wayne Rose     | Tracy Bellomo & Dorothy Fortenberry                           | 23 aprilie 2014 |               | TBA                     |
| 7 | „Conținut sub presiune”    | John Showalter | Akela Cooper & Kira Snyder                                    | 30 aprilie 2014 |               | TBA                     |
| 8 | „Excursie de zi”           | Matt Barber    | Poveste: Andrei Haq Dramatizare: Elizabeth Craft & Sarah Fain | 7 mai 2014      |               | TBA                     |
| 9 | „Ziua Unității”            | John Behring   | Kim Shumway & Kira Snyder                                     | 14 mai 2014     |               | TBA                     |
| 10 | „Căci moarte m-am făcut”   | Omar Madha     | T. J. Brady & Rasheed Newson                                  | 21 mai 2014     |               | TBA                     |
| 11 | „Acalmie”                  | Mairzee Almas  | Bruce Miller                                                  | 28 mai 2014     |               | TBA                     |
| 12 | „Pământenii: Partea 1”     | Dean White     | Tracy Bellmo & Akela Cooper                                   | 4 iunie 2014    |               | TBA                     |
| 13 | „Pământenii: Partea a 2-a” | Dean White     | Jason Rothenberg                                              | 11 iunie 2014   |               | TBA                     |

## Premiera
Premiera serialului a avut o audiență estimată la 2,7 de milioane de spectatori americani și a primit un rating 18-49 de 0.9. Este considerat a fi cel mai urmărit program al The CW din 2010 de la serialul Life Unexpected.
Allison Keene de la The Hollywood Reporter a făcut o recenzie negativă a serialului, scriind că "Drama științifico-fantastică prezintă viziunea finală a The CW în ceea ce privește umanitatea: Un pământ populat numai de către adolescenți atractivi, ai căror părinți sunt plecați în spațiul cosmic."
Kelly West de la Cinema Blend a dat o recenzie mai pozitivă, observând  că "Drama științifico-fantastică-thriller a The CW te ține [în priză]. Serialul încearcă să exploreze acest concept și chiar mai mult, îmbinând genurile dramă cu adolescenți, aventură SF și thriller. Este nevoie de puțin timp pentru ca seria să se dezvolte, dar atunci când The 100 va atinge culmile sale, va fi o dramă unică și convingătoare." 

## Transmisie TV
În Noua Zeelandă, serialul a avut premiera la 21 martie 2014 pe serviciul de streaming video la cerere al TVNZ.